# Rollsport

Logo der Fédération Internationale de Roller Sports (2011) (heute: World Skate)

Rollsport ist der Oberbegriff von mit Rollschuhen, Inlineskates oder Skateboards ausgeübten Sportarten.

## Hintergrund
Originär bezeichnete der Begriff jene Sportarten, die mit zweispurigen Rollschuhen ausgeübt wurden, wie Rollkunstlauf oder Rollhockey. Nach dem Aufkommen der einspurigen Inline-Skates hat der Deutsche Rollsport und Inline-Verband sich entsprechend umbenannt und auch andere Sportarten aufgenommen die auf Rollen (kleinen einfachen Rädern) ausgeführt werden.

## Sportarten nach Sportgerät
Diese Sportarten nutzen die Sportgeräte in unterschiedlichem Umfang:
- Rollhockey und Roller Derby werden nur auf Rollschuhen ausgeübt.
- Rollkunstlauf wird in den meisten Disziplinen auf Rollschuhen ausgeübt, es gibt aber auch die auf speziellen Inlinern durchgeführte Disziplin Inline Artistic.
- Inline-Skaterhockey (früher Skaterhockey, mit Ball) wie auch Speedskating (früher Rollschnelllauf) können traditionell mit Rollschuhen ausgeübt werden, allerdings haben sich die Inliner durchgesetzt.
- Inlinehockey (mit Puck) wie auch Inline-Downhill werden ausschließlich auf Inlinern ausgeübt.

Diese Sportarten wurden nur sekundär adaptiert, die (modernen) Inliner sind ursprünglich als Trainingsgerät für das Sommertraining in Eishockey entwickelt worden, und stellen insofern eine eigenständige Sportartengruppe dar: Trotzdem sind die meisten dieser Disziplinen Adaptionen aus den Wintersportarten (Schnee-/Eissportarten): auch Hockey auf Eis ist viel älter als Feldhockey; einzig die Skateboards, ursprünglich Ableger des Wellenreitens als Wassersport (siehe auch Surfskates), haben in der anderen Richtung mit dem Snowboarden einen neuen Zweig im Wintersport gebildet. Weitere Ableger aus dem Wintersport sind:
- Im weiteren Sinne sind auch Rollerski zum Sport zu zählen, die aber vorerst nur als Trainingsmethode/Saisonalternative für das Langlaufen eine Rolle spielen, und sich noch nicht zur eigenständigen Sportart entwickelt haben (verbandsmäßig noch bei den Skiverbänden angesiedelt, die ja auch sonst zunehmend Sommer- und Cityevents organisieren).
- Grasski, als der sommerliche Skisport auf Rollen/Raupen, wird hingegen im Allgemeinen nur selten zu den Rollsportarten gezählt, es fehlt die urbane Komponente der Ausübung auf Asphalt.

## Verbände
Der internationale Weltdachverbandist seit 1924 die Fédération Internationale de Roller Sports (FIRS / heute World Skate). Der Europäische Dachverband ist seit 1976 der Confédération Européenne de Roller Skating (CERS). Davon ausgenommen sind das Inline-Skaterhockey, welches in der International Inline Skater Hockey Federation (IISHF) organisiert wird und die Kategorie Inlinekunstlauf, für die auf internationaler Ebene die International Inline Figure Skating Association (IIFSA) und auf europäischer Ebene die European Inline Figure Skating Association (EIFSA) zuständig sind.
Der deutsche Dachverband ist der Deutsche Rollsport und Inline-Verband (DRIV), der bis 1998 als Deutscher Rollsport-Bund firmierte. In Österreich wird der Rollsport seit der Gründung 1937 vom Österreichischen Rollsport und Inline-Skate Verband (ÖRSV) organisiert und in der Schweiz seit 1924 vom Schweizerischen Rollsport-Verband (SRV), wobei das Rollhockey eigenständig betrieben wird.

## Inklusion
Roller Skating (Special Olympics) ist eine Sportart, die von Menschen mit geistiger oder mehrfacher Behinderung ausgeübt wird und bei den Special Olympics Wettkämpfen vertreten ist.